# Vladimir II Jaroslavič
Vladimir II Jaroslavič (in ucraino Володимир Ярославич?, Volodymyr Jaroslavič; 1151 – 1198/1199) fu principe di Galizia tra il 1187 e il 1189 e tra il 1189 e il 1198/1199.

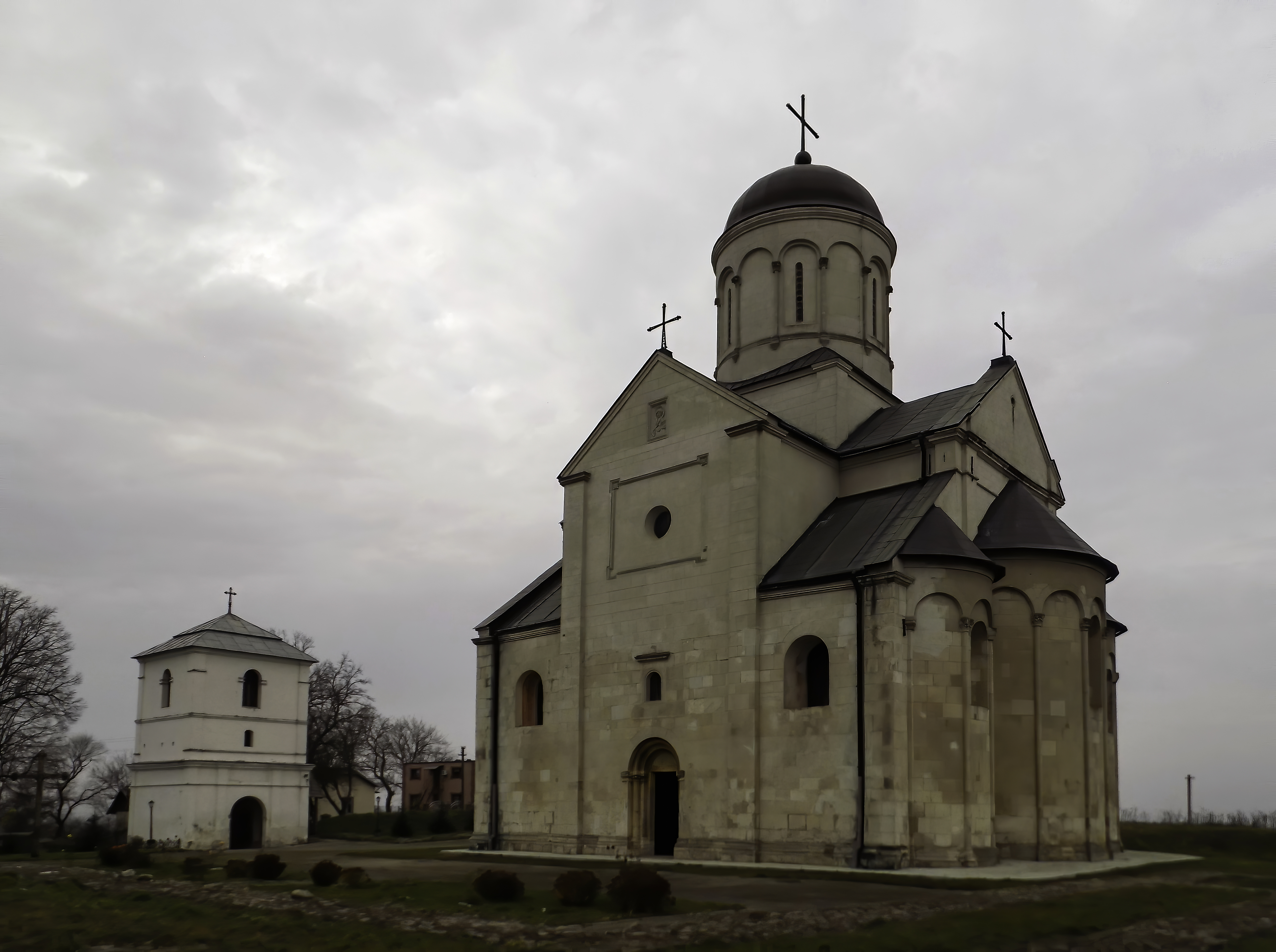
La chiesa di San Pantaleone, costruita vicino a Halyč, fu edificata durante il principato di Vladimir II Jaroslavič

Dipinto negativamente dalle cronache medievali, visse una vita dissoluta e fu dalla rilevanza politica insignificante. Appartenente alla dinastia dei Rjurikidi, il suo governo fu turbato dalle contese con lo zio Oleg Jaroslavič e dagli interventi del principe Romano il Grande e del re Béla III d'Ungheria, desiderosi di ottenere il possesso della Galizia. Solo grazie alla protezione del suo prozio, il principe Vsevolod III Jur'evič di Vladimir, la regione appena citata conservò una relativa stabilità. Con la sua morte si estinse l'ultima linea maschile dei Rostislavič al potere in Galizia, circostanza la quale generò un vuoto politico e l'annessione del territorio ad opera di Romano.